# Georgios Aspiotis
Georgios Aspiotis (em grego:  Γεώργιος Ασπιοτισ, data de nascimento e morte desconhecidos) foi um ciclista olímpico grego. Representou seu país durante os Jogos Olímpicos de Verão de 1896, na prova de corrida em estrada.